# Saravan (Iran)
Saravan (persisch سراوان, DMG Sarāvān; früher Shastoon) ist eine Stadt im Südosten des Iran. Sie liegt in dem gleichnamigen Verwaltungsbezirk, der in der Provinz Sistan und Belutschistan liegt.

## Geschichte
Am 16. April 2013 kam es in der Gegend um Saravan zu einem schweren Erdbeben der Stärke 7,8. Das Epizentrum lag dabei rund 95 Kilometer nördlich der Stadt Saravan. Zu größeren Schäden kam es in der Stadt selbst dabei nicht.

## Verkehr
Saravan liegt an der Straße 92. Nordwestlich liegt ein kleiner Flughafen.